# NGC 4551
NGC 4551 é uma galáxia elíptica (E) localizada na direcção da constelação de Virgo. Possui uma declinação de +12° 15' 50" e uma ascensão recta de 12 horas, 35 minutos e 38,0 segundos.
A galáxia NGC 4551 foi descoberta em 17 de Abril de 1784 por William Herschel.